# Kraljeva Velika
Kraljeva Velika – wieś w Chorwacji, w żupanii sisacko-moslawińskiej, w gminie Lipovljani. W 2011 roku liczyła 471 mieszkańców.